# Соколовский, Николай Аркадьевич
Николай Аркадьевич Соколовский (псевдонимы Эрик Ингобор (в довоенный период), Иван Иванов (в период войны), Николай Александрович Горчаков и Анисий Оглобля (после войны); 2 (15) июня 1902, Киев — не ранее 1985, в некоторых публикациях ошибочно указывается 1983) — русский писатель, эмигрант «второй волны», в послевоенный период — диктор радио «Свобода».

## Биография
Родился 2 (15) июня 1902 года в Киеве (в ряде эмигрантских источников ранее указывался 1901 год рождения и место рождения — Санкт-Петербург). 
В своей автобиографии в 1943 году Соколовский сообщал, что его отец был с 1901 по 1905 годы офицером в «114-м  миргородском полку»,  а с 1906 года — служил чиновником на различных железных дорогах, на юго-западе, юге и в Омске. Там же он сообщил следующие сведения о своей ранней биографии: посещал гимназии в Омске и Кишиневе, в 1918—1920 годах учился живописи в Киеве и Одессе, с 1919 по 1921 годы работал художником по декорациям в Украинском театре имени Шевченко в Одессе, участвовал в создании нового украинского театра, также работал как театральный художник в театре «Гротеск» в Киеве, в Одессе и Николаеве; в 1921 году возглавлял театр «Сатиреск» в Вознесенске. В 1921 году переселился в Москву, поступив на работу в качестве режиссера и лаборанта в театре Всеволода Мейерхольда (ГЭКТЕМАС).
Ученик школы Камерного театра, в котором затем работал режиссёром с 1923 по 1929 год. В 1927 году поставил в Ленинградском театре сатиры гротескную комедию Якова Мамонтова «Республика на колесах», где роль бандита Андрея Бубки сыграл Леонид Утёсов. С этого спектакля начала свою жизнь впоследствии знаменитая песня «С одесского кичмана».
С 1928 по 1930 годы возглавлял свою собственную студию «Театр молодежи» и объединение молодых мастеров искусств. С 1929 по 1931 годы был режиссёром и художественным руководителем театра имени народной артистки М. Н. Ермоловой.
Автор двух фантастических книг, изданных под псевдонимом Эрик Ингобор: «Четвёртая симфония» (1934) и «Этландия» (1935). Также публиковал статьи и очерки. После того, как подвергся резкой критике со стороны Сергея Герзона, прекратил публикации, опасаясь репрессий.
В конце 1930-х дважды возвращался к театральной деятельности: в сезоне 1937—1938 в качестве художественного руководителя музыкально-драматического театра в Западном Казахстане, и затем в 1938—1939 годах как главный режиссёр туркменского театра в Ашхабаде.
В самом начале Великой Отечественной войны был призван в «писательское ополчение» Москвы (как интендант). Попал в плен в начале октября 1941 года (последнее письмо датировано 27 сентября) и 10.10.1941 был вывезен в концлагерь Землов в Померании. Заявление жены о розыске — от 24 декабря 1946 (хранится в РГАЛИ). В послевоенном СССР считался без вести пропавшим.
С 31 октября 1941 по июнь 1942 работал на русский Отдел пропаганды главного командования Вермахта — писал статьи, листовки, брошюры и редактировал издания ОКВ. С 1 марта 1943 года работал в особом учреждении «Винета» Министерства пропаганды, где писал статьи и тексты радиопередач. С октября 1942 года писал ежедневные сводки и редактировал статьи для службы Ostraumartikeldienst (служба статей для восточных территорий). Также писал статьи, брошюры и редактировал материалы для Министерства восточных территорий. По оценке историка И. Р. Петрова, в 1942 году Соколовский — самый продуктивный автор коллаборационистской прессы, нацистской пропаганды.
В начале 1943 года подал заявление на вступление в Палату Писателей Рейха. 
После войны до июля 1950-го последовательно находился в лагерях перемещенных лиц в Мюнхене, Фюссене, Шляйсхайме. После войны, умалчивая о своей пропагандистской работе, утверждал, что в 1943 году был интернировал в Вене, что не соответствует известным фактам его биографии. С 1950-го и до самой кончины жил в Мюнхене.
В эмиграции пользовался псевдонимом «Николай Горчаков», длительное время выдавал себя за режиссёра Н. М. Горчакова. В 1948 году опубликовал под этой фамилией в Мюнхене в издательстве «Златоуст» книгу «Восемь рассказов». В начале 1950-х Горчаков пришел на «Радио Освобождение» (с 1959 года — «Радио Свобода») и служил диктором в продукционном отделе. Помимо собственно дикторской работы, он писал сценарии радиопередач и время от времени осуществлял театральные радиопостановки (включая пьесы советских авторов). Издаёт в Нью-Йорке книгу «История советского театра». Также публиковался в журналах «Грани», «Возрождение», «Литературный современник», «Свобода» (Мюнхен).
В эмиграции Горчаков был женат на беженке из Риги Клавдии Кулеминой, с которой к середине 50-х разошелся. Она уехала в Венесуэлу. Сына, родившегося в этом браке, часто вспоминал в дневниках и письмах, но в обнаруженных официальных документах не указывал.
С конца 1940-х до начала 1970-х руководил собственной частной учебной студией актёрского мастерства в Мюнхене, читал многочисленные лекции.

## Сочинения
- Э. Ингобор. «Четвёртая симфония» (1934)
- Э. Ингобор. «Этландия» (1935)
- И. Иванов. Это и есть большевизм! Берлин, изд-во «Новое слово», 1943, 123 с., 18 илл. Владимира Алексеевича Белкина.
- Н. Горчаков. Восемь рассказов. Мюнхен, 1948.
- Н. Горчаков. История советского театра. Нью-Йорк. Изд-во имени Чехова, 1956.